# Gordon Norrie
Gordon Norrie, född 6 maj 1855 i Helsingør, död 11 oktober 1941, var en dansk militärläkare och medicinhistoriker.
Norrie blev medicine kandidat 1880 och studerade främst oftalmologi. Han var reservläkare vid Garnisonssjukhuset i Köpenhamn 1882–83, blev kårläkare 1891, överläkare 1907 och stabsläkare 1911–20. Han ledde Garnisonssjukhusets ögonklinik 1894–1911, var dess chef 1911–20 och var ordförande för danska militärläkarföreningen 1913–18. Han var även dekanatssekreterare i Sundhedskollegiet 1901–09 och vice ordförande for Sundhedsstyrelsen 1909–27 (motsvarigheter till svenska Medicinalstyrelsen). Han blev ordförande för Dansk medicinsk-historisk selskab 1928 och medicine hedersdoktor vid Köpenhamns universitet 1929.
År 1927 beskrev Norrie en sällsynt form av ärftlig blindhet, kallad Norries sjukdom eller atrophia oculi congenita. Denna sjukdom kännetecknas av svår missbildning av näthinnan, grå starr, leukocoria och regnbågshinneatrofi.
Norries var även en framstående författare av medicinhistoriska arbeten. Okulister og oftalmologer i gamle dage (1893) blev grundläggande för studiet av kvacksalveriet i Danmark, och i Georg Heuermann 1723–68 (1891) riktade han uppmärksamheten på en man, som i mångt och mycket var före sin tid. 
I en mängd artiklar behandlade Norrie frågor rörande den högre utbildningen, till exempel judarnas kamp för tillträde till universitet och medicine doktorsgraden (1892), barnmorskeväsendets utveckling före 1714 års barnmorskekommission (1895) och Jus practicandi. Hans bidrag till de danska medicinska institutionernas historia (Sundhedskollegiet, militärsjukhusen, Köpenhamns hospital, garnisonssjukhuset etc.) har betydelse om källskrifter, särskilt København's Garnisonssygehus 1818-1918 (1918) och Kirurgisk Akademis Historie (tre band, 1896, 1923). Av ett par populära arbeten Vore Børns Øjne, 1894, och Hvad Doktoren fortalte Jens om, hvordan han skulde holde sig rask i Tjenesten (andra upplagan 1894) översattes det sistnämnda till svenska och utdelades av regeringen i stor mängd till soldaterna.